# Бёрнел, Жан-Жак
Жан-Жа́к Бёрне́л (англ. Jean-Jacques Burnel, известный также как JJ Burnel; 21 февраля 1952) — британский музыкант и автор песен; бас-гитарист и вокалист рок-группы The Stranglers.

## Биография
Жан-Жак Бёрнел родился 21 февраля 1952 год в семье французских эмигрантов, которые в середине 50-х годов переехали из Канн в Лондон, а в конце 60-х смогли приобрести здесь собственный ресторан. В возрасте 12 лет вместе с семьёй он переехал в Годалминг, графство Суррей; учился в гилдфордской Royal Grammar School; после её окончания — изучал историю в Брадфордском университете и экономику — в Хаддерсфилдском политехническом институте (англ. Huddersfield Polytechnics).
Бёрнел получил классическое музыкальное образование (как гитарист), а в басиста переквалифицировался в 1974 году, когда вошёл в состав The Stranglers. Здесь он заиграл в индивидуальном стиле, на необычно высоко настроенном инструменте (что во многом предопределило особенность раннего звучания группы), используя Fender Precision Bass и струны RotoSound, а также усилители Hiwatt 200w (с двумя колонками Hiwatt 4*12, предназначвшимися для электрогитары).
Поначалу Бёрнел не относился к карьере профессионального музыканта всерьёз: страстью всей жизни для него было карате, а главной мечтой — отправиться в Японию и там достичь совершенства в боевых искусствах. (Её он в конечном итоге осуществил и в настоящее время преподаёт карате в собственной школе неподалёку от Кембриджа). Другим увлечением Бёрнела были (и остаются) мотоциклы, в частности, Triumph Bonneville (рекламе которого он посвящал каждую свою поездку в Японию).
Появление в репертуаре The Stranglers японской тематики («Outside Tokyo», «Death & Night & Blood», «Ice») явилось следствием постоянно нараставшего интереса Бёрнела к культуре этой страны. Возникла и обратная связь: как говорил Бёрнел в интервью NME 1979 года, табу с имени Юкио Мисимы в Японии было снято после того, как песня о нём («Death & Night & Blood») появилась в репертуаре The Stranglers: «Впервые люди там начали упоминать это имя — точно так же, как в Германии только сейчас начинают понемногу свободно говорить о Гитлере».

## Секс и насилие
Если на концертах группы в центре внимания всегда находился Корнуэлл (постоянно вступавший в конфронтацию с аудиторией), выразителем ранней стрэнглеровской агрессивности на виниле был Жан-Жак Бёрнел с его своеобразным «рычащим» вокалом. Бёрнелу, кроме того, принадлежат большинство песен раннего репертуара, которые (как тогда принято было считать) оскорбляли женщин: «Ugly» («…Имея широкие — взгляды и бёдра…»), «Peaches» («Освобождение женщин — вот что я проповедую!…»), «Princess of The Street» («…И какой кусок мяса!..») и «Choosey Suzie» («Мы будем заниматься любовью до твоей крови»). Но, как сам он неоднократно подчёркивал, The Stranglers никогда не стремились специально кого-то шокировать: они писали о своей жизни. Героиней «Princess of the Street» и «Choosey Suzie» была одна и та же девушка из ночного клуба, с которой он снимал комнату в двухстах ярдах  от гей-клуба Colherne (упоминание о последнем встречается в «Hanging Around»).
Вскоре Бёрнел стал обладателем таких газетных «титулов», как «the fastest cock in the land» (Sounds) и «Stud of the Year» — под таким заголовком NME опубликовал его постер на развороте рождественского выпуска 1978 года. За год до этого читатели еженедельника признали Бёрнела лучшим бас-гитаристом 1977 года в Британии.
Жан-Жак Бёрнел не раз резко высказывался в отношении участников The Clash, The Sex Pistols и некоторых других панк-групп, которые в 1974-75 годах были завсегдатаями их концертов и гордились дружбой с группой, а потом от неё отвернулись, в сущности, солидаризировавшись с прессой, для которой The Stranglers сразу стали «самой ненавистной группой в истории рока».
Между тем, даже по панк-стандартам поведение группы на сцене и вне её было сверхагрессивным, и тут главная роль опять-таки принаждлежала бас-гитаристу, который был убеждён в необходимости физически «наказывать» каждого из её недругов. Вокруг антижурналистских акций Бёрнела сложились легенды, но достоверно известно, что он (при участии других участников группы) действительно однажды похитил французского журналиста по имени Филипп Манювр, раздел его и привязал к Эйфелевой башне. Негодование музыкальной прессы вызвал эпизод, когда Бёрнел выследил Джона Сэвиджа (до этого на страницах NME отозвавшегося о группе в оскорбительном тоне) и одним ударом отправил его в нокаут. (Позже тот проявил злопамятность, в своих книгах об истории панк-рока ни разу не упомянув The Stranglers). Именно Бёрнелу принадлежит (часто цитируемое) высказывание: «Рок-н-ролл это и есть: секс, разбитые носы и люди вроде нас, всерьёз рассуждающие о социальном порядке».

## Политические взгляды
Конфронтацию Бёрнела с музыкальной прессой обостряли их политические разногласия. Ведущие рок-журналисты того времени исповедовали левые взгляды; многие из них  входили в состав Британской социалистической рабочей партии (SWP). Джули Бёрчилл прямо объявила Бёрнела «фашистом» после того, как тот в интервью начал обличать финансовые связи SWP с Кремлём, отказываться от участия в мероприятиях RAR (англ. Rock Against Racism) и CND (англ. Сampaign for Nuclear Disarmament), высмеивать Anti-Nazi League (которая, по его мнению своими массовыми акциями протеста лишь делала рекламу относительно малочисленному Национальному Фронту).
Бёрнел подлил масла в огонь и изложением своих «евроцентристских» теорий (полное воплощение получивших в его первом сольном альбоме Euroman Cometh). В своих интервью 1979 года он заявлял, помимо всего прочего, что выступает за «единую и могущественную Германию» и что «завоевание арабами Лондона» оскорбляет его как «европейского националиста», — что также не способствовало росту его авторитета среди британских левых.
Враждебная к группе пресса охотно предоставляла Бёрнелу возможность выражать свои политические воззрения. Так, в 1978 году New Musical Express поместил на своих страницах большое политическое эссе Бёрнела на тему «загнивания системы», где автор, в частности, сравнивал современную публику с римскими рабами, замечая: «Рабы остаются рабами — но лишь до того, пока они продолжают играть по предложенным им правилам».
Бёрнел, с его репутацией правого экстремиста, считал себя «практическим социалистом». Он осуждал нацизм и критиковал отдельные аспекты капиталистической экономики. В Меридене (Уэст-Мидлендс) он активно участвовал в деятельности рабочего кооператива предприятия по производству мотоциклов Triumph Bonneville (которое переехало сюда из Ковентри во время войны) и пытался пропагандировать там идеи «истинного социализма, как его понимают рабочие». При этом о социализме советского образца Жан-Жак Бёрнел в 1979 году говорил следующее:

…Сельскохозяйственные кооперативные хозяйства, в частности, на Украине и в Грузии, насквозь коррумпированы — прежде всего, из-за того, что несут тяжелый груз ответственности перед центром: это главная характеристика коммунистической системы. Чтобы воплотить в жизнь догму 150-летней давности, — с национализацией средств производства и распределения, — как раз и необходимо создать централизованную систему государственного управления. Это не соответствует целям, к которым должно стремиться современное общество. С моей точки зрения, это и есть фашизм. Реальный фашизм, а не тот, который ассоциируется с кожаными куртками. Оригинальный текст (англ.)…Farm co-operatives in the Ukraine or in Georgia, they're totally corrupt - mainly because of the high burden of obligation towards the central government: the characteristic Communist state, very centralised government. In order to institute that 150-year-old dogma - ie, nationalise all means of distribution and production - you have to have a centralised state. It's totally incongruous with what modern society should be aiming for. To me, it's fascist. Real fascist, as opposed to wearing black leather jackets.                           

— Ж.-Ж. Бёрнел. New Musical Express. 1979

## Сольная карьера
Материал альбома Euroman Cometh стал появляться в дни, когда Бёрнел, разочаровавшись в «бурном» образе жизни практически переселился в студию и начал экспериментировать с электроникой и драм-машинами. Бо́льшую часть партий (бас, гитару, синтезаторы Moog и Korg, фортепиано) он записал сам. (Роль одного из «инструментов» в инструментальной композиции «Triumph of the Good City» сыграл его мотоцикл Triumph Bonneville.) В студии ему помогли Брайан Джеймс (The Damned, гитара), Лью Льюис (гармоника) и Керри Адамс (ударные). Результат — «…Потусторонняя электроника, мрачные гитарные аккорды, пульсирующий бас, унылые интонации, вписанные в трёхминутную поп-структуру…» корреспонденту NME напомнил Kraftwerk, Ино и ранних Velvet Underground.
В музыкальном отношении альбом, как отмечали впоследствии критики, года на два опередил своё время (став одним из первых экспериментов в синт-попе). Но наибольший интерес вызвали сделанные здесь политические заявления. Трек «Euromess» был посвящён памяти чешского студента Яне Паллака, который поджег себя в тот день, когда советские танки вошли в Прагу. «Deutschland Nicht Uber Alles» призывал немцев организовать противостояние американскому влиянию.
Несмотря на неоднозначную реакцию критики альбом поднялся до # 40 в британских чартах. United Artists выпустили синглом «Freddie Laker (Concorde & Eurobus)» — песня о странностях знаменитого антрепренёра была самым «стрэнглероподобным» треком альбома. На оборотной стороне было Ozymandias — положенное на музыку стихотворение Шелли 1817 года, то самое, что упоминается в «Ugly» из первого альбома. Сингл был выпущен также во Франции, Австралии и Испании.

В апреле 1979 года Бёрнел собрал группу в составе: Питер Хоуэллс, Пенни Тобин, Джон Эллис (экс-The Vibrators) и вышел в дорогостоящее английское турне в поддержку альбома, которое успеха не имело, потому что приходившиме на концерты фэны не могли услышать ничего, что напоминало бы им о раннем творчестве The Stranglers. Выступление группы в Hemel Hempstead было записано и позже было включено в перевыпущенный EMI вариант Euroman Cometh.
Относительный успех альбома вдохновил Бёрнела на продолжение сольной работы. Он заказал себе время в студиях Eden и Spaceward (Чизвик и Кембридж соответственно), где с инженерами Алдо Боккой и Стивом Черчярдом записал демоверсии трёх композиций: «Waiting For Trees To Grow», «Goebbels? Mosley, God and Ingrams» и «Girl From The Snow Country». Но тут Бёрнелу пришлось срочно начинать гастроли с The Stranglers, так что эти вещи остались незаконченными.
В мае 1980 года Бёрнел неожиданно увидел рекламное объявление о том, что сингл «Who Wants the World» выйдет с приложением под названием: «Woman from the Snowlands» (sic!). Басист пригрозил EMI судебным иском и изъял весь тираж, прежде чем тот попал на прилавки: исключение составила Голландия, за которой уследить не удалось. Около 70 экземпляров было продано за день — они-то и стали впоследствии раритетом чёрного рынка стоимостью до 500 фунтов.
Гибкий диск с «Waiting For Trees To Grow», «Goebbels? Mosley, God and Ingrams» стал уже официальным релизом, но вышел он в 1988 году приложением к 27-му выпуску фэнзина Stranded. Сингловая версия (на белом виниле) была выпущена тиражом 100 штук и также стала предметом поиска коллекционеров.
После Euroman Cometh (1979) Бёрнел выпустил Fire & Water (1983), совместный альбом с клавишником The Stranglers Дэйвом Гринфилдом, и свой второй сольник Un Jour Parfait (1988): он продавался только во Франции, где стал хитом. Это была коллекция облегчённых поп-треков на французском языке с латинскими мотивами, в чём-то созвучными материалу альбома Feline. Синглами из альбома были выпущены «Le Whiskey» и «Reves».
Жан-Жак Бёрнел — автор и исполнитель музыки к аниме Gankutsuou: The Count of Monte Cristo.

### Жан-Жак Бёрнел и карате
Ещё до прихода в The Stranglers Бёрнел занялся карате, успешно аттестовавшись на чёрный пояс. По приглашению гранд-мастера из Японии по имени Ёсидзи Соэно, известного как «Джоссайский Тигр», он посетил штаб-квартиру мировой ассоциации карате Шидокан в городе Токорозава-ши, а впоследствии возглавил отделение организации в Великобритании с центром в Лондоне.
В середине девяностых годов Бёрнел активно выступал в контактных боях по сидокану и кикбоксингу на крупнейших европейских турнирах, где снискал уважение и авторитет почитателей этих видов единоборств. Бёрнел — обладатель степени Року дан (шестая мастерская степень). Отмечалось, что «Бёрнел достаточно противоречив и загадочен в своём амплуа Рокера-Самурая, но за кулисами шоу-бизнеса и Будо это реальная личность с правильным мироощущением и хорошим чувством самоиронии».

## Дискография

### Сольные альбомы
- Euroman Cometh (1979) #40 (UK)
- Fire & Water (с Дэйвом Гринфилдом) #94 (UK)
- Un Jour Parfait (1988)
- Gankutsuou: The Count of Monte Cristo (2005)

### The Purple Helmets
- Ride Again (1989)

### Сольные синглы
- Freddie Laker (Concorde & Eurobus) (1979)
- Girl From the Snow Country (1981, тираж был отозван по требованию автора)
- Rain & Dole & Tea (1984)
- They’ll Never Know (как Fools Dance) (1987)
- Goebbels, Moseley, God & Ingram (1988)
- Le Whiskey (1988)
- Reves (1988)

The Purple Helmets
- We Gotta Get Out of This Place (1989)